# ونوسبرگ، سکسنی
ونوسبرگ، سکسنی (به آلمانی: Venusberg, Saxony) یک عوارض جغرافیایی در آلمان است که در زاکسن واقع شده‌است.

## خصوصیات
ونوسبرگ ۱۱٫۳۰ کیلومترمربع مساحت دارد ۴۵۰ متر بالاتر از سطح دریا واقع شده‌است.